# Gunārs Rusiņš
Gunārs Rusiņš (ur. 1960) – łotewski pracownik służb ochrony, weteran wojny afgańskiej, od 2011 do 2015 poseł na Sejm XI i XII kadencji. 

## Życiorys
W 1981 ukończył szkołę średnią w Salaspils. Walczył w wojnie afgańskiej. Przez pewien okres był pracownikiem służb ochrony prezydenckiej i sejmowej. Zatrudniony w spółce TM Security Service kontynuował pracę na stanowisku przewodniczącego Związku Łotewskich Weteranów Wojny Afgańskiej i Innych Konfliktów Militarnych (Latvijā dzīvojošo Afganistānas kara un citu militāro konfliktu veterānu asociācija). We wrześniu 2010 w imieniu organizacji brał udział w podpisaniu porozumienia o współpracy z ruchem „O lepszą Łotwę”.  W wyborach w 2011 z powodzeniem ubiegał się o mandat posła na Sejm XI kadencji w okręgu Vidzeme z listy Partii Reform Zatlersa (ZRP). Wraz z piątką innych posłów nie przystąpił do frakcji poselskiej ZRP. W marcu 2012 znalazł się w gronie współzałożycieli stowarzyszenia pod nazwą Wolni Demokraci (Brīvie demokrāti, BD). W czerwcu 2014 ogłosił przyłączenie się do partii Zjednoczenie Narodowe „Wszystko dla Łotwy!” – TB/LNNK. W wyborach w 2014 bez powodzenia ubiegał się o reelekcję z listy narodowców, jednak złożył przysięgę poselską 4 grudnia 2014 po czasowym zawieszeniu mandatu przez Raivisa Dzintarsa. Posłem pozostał do 28 maja 2015.